# Sebestyén János (festő)
Sebestyén János (Budapest, 1957. november 21. –) festőművész.

## Tanulmányok
1976 – Kőrösi Csoma Sándor Gimnázium, majd a Pesti Barnabás Szakmunkásképző Intézet (porcelán korongozás)
1977-1980 – Moszkva, Állami Szurikov Képzőművészeti Akadémia, festő szak
1980 – 1983 Budapest, Magyar Képzőművészeti Főiskola, festő szak, mesterei Kokas Ignác és Dienes Gábor
1983 – Rajztanári oklevelet szerez

## Szakmai út
1985-86 – Tordas (Fejér megye), rajztanár
1987-től önálló képzőművészként alkot
1982-óta a Művészeti Alap (MAOE) tagja. Külföldön és belföldön számos kiállításon vett részt, munkái több magángyűjteményben megtalálhatóak a világban.

## Saját projektek
Secco Galéria (alapítás, nemzetközi művésztelep-szervezés)
Nyitott Műterem (évenkénti rendezvény megszervezése)

## Kiállítások
- 1987 Budapest – Egyetemi Színpad
- 1988 Kiskunhalas – Szilády Galéria
- 1989 Pécs – Könyvtár Galéria
- 1990 Nordeinde – Hollandia – Templom Galéria; Budapest – Vörös Szalon – Opera
- 1991–92 Rotterdam – Roche-Bobois Galéria
- 1993 Koppenhága – Magyar Nagykövetség; Kecskemét – E Galéria, Koppenhága – Gallery 68
- 1994 Szeged – Post Art Galéria, Budapest – Polaris Galéria; Bécs – Galerie Corso; Hyvinkaa – Finnország – Városi Képtár
- 1995 Helsinki – Magyar Kultúra és Tudomány Háza; Bécs – Hotel Intercontinental; Gouda – Hollandia – Staats Galerie; Nagykanizsa -Trend Galéria
- 1997-99 Budapest – Nyitott Műterem
- 1998 Budapest – Bank Center Galéria; 1999 Budapest – Vörös Szalon – Opera
- 2001 Budapest – Secco Galéria
- 2002 Kecskemét – “Museion” Galéria; Stockholm – Gallery Infra
- 2003 Budapest – Kék Iskola Galéria; Pécs – Horda Galéria; Kecskemét – E Galéria; Budapest – Újlipótvárosi Klub Galéria
- 2004 Trend Galéria Nagykanizsa; Secco Galéria Budapest; Inter.Art Gallerie Salzburg, Ausztria[1]

## Kritika
"Képei misztikus szürreális víziók, jellemzői az élénk színekből kibomló formák. A realitás határán mozgó figurák sokszor szinte szimbólumokká válnak, a szürrealista jelleg az érzelmi töltetből adódik. A Tájkép zuhanás után című képén mintha egy angyal esett volna a Földre, A tudat két oldalánjának gondolati tüze szinte megfoghatóvá válik, a G. úr táncában a mozgás dinamikájának elementáris ereje tükröződik, az Atlantiszi táj és az Amazonok tánca pedig a tudatalatti mítoszok közé vezet bennünket, ahol a dolgok kölcsönös egymásra hatása bekövetkezik. Gondolati asszociációi szinte mágikusak. Festői, képzeleti világa sajátosan egyéni, költői, egy nagyon izgalmas látvány tárul elénk, melyet nagy szakmai bravúrral fogalmaz meg. Festészete a divatirányzatoktól független örök kérdéseket jelenít meg, a valóság töredékekre hullottságát, de azon keresztül mégis a teljességet, a művész lelkének, belső szubjektív univerzumának szűrőjén keresztül."